# Виктор Амадей III
Виктор Амадей III (итал. Vittorio Amedeo III; 26 июня 1726, Турин, Италия — 16 октября 1796, Монкальери, Италия) — король Сардинского королевства и герцог Савойский с 1773 года.

## Биография
Виктор Амадей родился в Турине, был старшим сыном Карла Эммануила III и его второй жены Поликсены Кристины Гессе-Рейнфельс-Ротенбург.
Он взошёл на престол в 1773 году после смерти отца. В течение Итальянской кампании Наполеона его войска были побеждены французами в сражении при Милессимо (13 апреля 1796) года. Виктор Амадей был вынужден подписать Парижский договор (1796) и уступить Франции города Кунео, Чева, Алессандрию и Тортону. Этот мир фактически уничтожил Сардинию как самостоятельное государство: Савойя и Ницца также были уступлены Франции.
Виктор-Амадей был женат на Марии Антонии Бурбонской (1729—1785), младшей дочери Филиппа V Испанского. В этом браке родились:
- Карл Эммануил Фердинанд Мария (24 мая 1751 — 6 октября 1819) — король Сардинии и Пьемонта; был женат на Марии Клотильде, дочери французского дофина Людовика Фердинанда и Марии Жозефы Саксонской. Детей не имел[3].
- Мария Жозефина Луиза (2 сентября 1753 — 13 ноября 1810) — была замужем за французским королём в изгнании Людовиком XVIII. Детей не имела[3].
- Мария Тереза (31 января 1756 — 2 июня 1805) — была замужем за Шарлем Филиппом, графом Артуа, который в 1824 году взошёл на французский престол под именем Карла X. В браке с Шарлем Мария Терезия родила двоих сыновей и двоих дочерей[3].
- Мария Анна Каролина Карлотта Габриэлла (17 декабря 1757 — 11 октября 1824) — была замужем за своим дядей Бенедиктом Савойским, герцогом Шабле. Детей не имела[4].
- Виктор Эммануил (27 июля 1759 — 10 января 1824) — король Сардинии и Пьемонта; был женат на Марии Терезе, дочери австрийского эрцгерцога Фердинанда и Марии Беатриче д’Эсте. В браке с Марией Терезой у Виктора Эммануила родилось пять дочерей и один сын, который умер в младенчестве[5].
- Мауриций Иосиф Савойский (13 декабря 1762 — 2 сентября 1799) — герцог Монферрат; женат не был, детей не имел[4].
- Мария Каролина Антуанетта Аделаида (17 января 1764 — 28 декабря 1782) — была замужем за саксонским принцем Антоном, который в 1827 году стал кролём Саксонии. Детей не имела[3].
- Карл Феликс Джузеппе Мария (6 апреля 1765 — 27 апреля 1831) — король Сардинии и Пьемонта; был женат на Марии Кристине, дочери сицилийского короля Фердинанда I и Марии Каролины Австрийской. Детей не имел[6].
- Джузеппе Бенедетто Мария Пласидо (5 октября 1766 — 29 октября 1802) — граф Морьенна и Асти; женат не был, детей не имел[4].

Также, согласно некоторым источникам, у королевской четы было трое детей, умерших в детстве или младенчестве: Мария Елизавета Карлотта (16 июля 1752 — 17 апреля 1753), Амадей Александр (5 октября 1754 — 29 апреля 1755) и Мария Кристина Жозефина (21 ноября 1760 — 19 мая 1768).

## В культуре
Виктор Амадей III стал главным героем одноимённого романа Александра Дюма-отца (1856).